# Trường Ca Hành
Trường Ca Hành (tiếng Trung: 长歌行, bính âm: Cháng Gē Xíng, tiếng Anh: The Long Ballad) được chuyển thể từ tác phẩm truyện tranh cùng tên của tác giả Hạ Đạt, bộ truyện còn giành được giải Kim Hầu và Kim Long tại lễ trao giải Phim hoạt hình Trung Quốc. Bộ phim lấy bối cảnh thời nhà Đường, xoay quanh câu chuyện về quận chúa Vĩnh Ninh – Lý Trường Ca, cha của Lý Trường Ca bị Hoàng đế Lý Thế Dân giết hại. Biết tin cha bị giết, Lý Trường Ca trốn khỏi hoàng cung, cải nam trang, che giấu thân phận lưu lạc trong dân gian tìm cơ hội báo thù cho cha.

## Phát sóng
| Kênh | Quốc gia   | Ngày phát sóng           |
| --- | ---------- | ------------------------ |
| HTV7 | Việt Nam   | Ngày 11 tháng 5 năm 2021 |
| FPT Play | Việt Nam   |                          |
| VieON | Việt Nam   | Ngày 31 tháng 3 năm 2021 |
| Tencent Video | Trung Quốc | Ngày 31 tháng 3 năm 2021 |
| Đài truyền hình Sơn Đông | Trung Quốc | Ngày 31 tháng 3 năm 2021 |
| ViuTV | Hồng Kông  | Ngày 1 tháng 4 năm 2021  |
| WeTV | Đài Loan   | Ngày 31 tháng 3 năm 2021 |
| iQIYI | Đài Loan   | Ngày 31 tháng 3 năm 2021 |
| Netflix | Đài Loan   | Ngày 12 tháng 6 năm 2021 |
| LiTV | Đài Loan   | Ngày 20 tháng 5 năm 2021 |
| WeTV | Thái Lan   | Ngày 31 tháng 3 năm 2021 |
| Viki | Toàn cầu   | Ngày 31 tháng 3 năm 2021 |
| YouTube - 华策影视官方频道 China Huace TV Official Channel - Huace Croton TV Китайские дорамы на русском - Huace Croton TV Arabic - العربية مسلسلات صينية - Huace Croton TV- séries chinoises vostfr - Huace Croton TV Vietnam - Phim HOT TK-L | Toàn cầu   | Ngày 31 tháng 3 năm 2021 |

## Tóm tắt
Đường Vũ Đức năm thứ chín, cung đình có biến, Vĩnh Ninh quận chúa – Lý Trường Ca (Địch Lệ Nhiệt Ba) may mắn trốn thoát, chạy đến U Châu cầu viện. Trên đường, Trường Ca tình cờ gặp được Đặc Cần A Thi Lặc Chuẩn (Ngô Lỗi), hai người không đánh không thân, dần dần nảy sinh cảm giác anh hùng tương tích. Lý Trường Ca ở U Châu bị mưu đồ làm bại lộ thân phận công chúa, phải đến Sóc Châu tránh nạn. Nàng ẩn náu bên cạnh Thái thú Công Tôn Hằng, giúp hắn chống lại thế lực xâm nhập của quân thảo nguyên, lại không ngờ tướng lĩnh quân địch chính là người quen cũ Tần Chuẩn – A Thi Lặc Chuẩn. Trường Ca kinh ngạc đau lòng, cố gắng toàn lực chống lại A Thi Lặc Chuẩn. Nhưng Sóc Châu cô thành đơn độc cuối cùng cũng thất thủ, Trường Ca vì đại cục mà chấp nhận làm tù binh bị áp giải đến thảo nguyên, lại không ngờ biết được Đại Khả Hãn còn có dã tâm khác. Trường Ca quyết định tạm gác lại tư thù, lấy thân lao vào nơi nguy hiểm liều chết phá vỡ cục diện, không ngờ lại rơi vào ngõ cụt, A Thi Lặc Chuẩn vì cứu Trường Ca không ngại trở thành kẻ địch của Đại Khả Hãn, nhưng hai người sau đó lại mỗi kẻ một nơi. Trường Ca lưu vong, trải qua loạn thế nàng dần lĩnh hội đạo lý không gì sánh được của người đời, cuối cùng hoàn toàn buông bỏ ân oán cá nhân. Sau khi phát hiện thế lực nhà Tùy trước đây đã độc thủ ra tay từ phía sau, Lý Trường Ca và A Thi Lặc Chuẩn liên thủ cùng nhau bảo vệ hòa bình của Đại Đường và thảo nguyên, hai người rốt cuộc cũng nhận ra tình cảm dành cho đối phương, cùng nhau vượt qua tình thế nguy nan.

## Diễn viên

### Nhân vật chính
- Địch Lệ Nhiệt Ba vai Lý Trường Ca
- Ngô Lỗi vai A Thi Lặc Chuẩn
- Du Tử Yên vai  Lý Trường Ca lúc nhỏ
- Cao Lâm Vũ vai A Thi Lặc Chuẩn lúc nhỏ

### Nhân vật phụ
- Lưu Vũ Ninh vai Hạo Đô
- Triệu Lộ Tư vai Lý Lạc Yên
- Phương Dật Luân vai Ngụy Thúc Ngọc
- Thịnh Trung Vỹ vai Ngụy Thúc Ngọc lúc nhỏ
- Lý Lăng Diệp vai Hạo Đô lúc nhỏ
- Trương Uyên Nhi vai Lý Lạc Yên lúc nhỏ

#### A Thi Lặc Bộ
- Dịch Đại Thiên vai Mục Kim
- Tấn Tùng vai Diên Lợi Khả Hãn
- Ngải Ni Oa Nhĩ vai A Thi Lặc Thiệp Nhĩ
- Trương Hạo Triết vai Á La
- Lưu Thiên Bảo vai Nỗ Nhĩ
- Tưởng Tiêu Lâm vai Tô Y Nhĩ
- Từ Uy La vai A Thi Lặc Thiệp Nhĩ lúc nhỏ

#### Tiền Tuỳ
- Xương Diễm Bội vai Cẩm Sắt phu nhân
- Dương Minh Na vai Dịch Thừa công chúa

#### Hoàng tộc Lý Đường
- Cảnh Nhạc vai Lý Thế Dân
- Lưu Kim Long vai Lý Kiến Thành
- Châu Vân Thâm vai Lý Nguyên Cát
- Hứa Dung Chân vai Cẩn phu nhân
- Đàm Kiến Xương vai Ngụy Trưng
- Thành Thái Sân vai Đỗ Như Hối
- Dương Tử Hoa vai Phòng Huyền Linh
- Hình Văn Kiệt vai La Nghĩa
- Vương Tiểu Vỹ vai Vương Quân Khuếch
- Khổng Kỳ Lực vai Lý Thuần Phong
- Trình Vũ vai Lý Viện
- Ngụy Bỉnh Hoa vai Thường Hà
- Điền Tuấn Thừa vai Lý Tĩnh

#### Nhạn Hành Môn
| Diễn viên     | Nhân vật             | Giới thiệu | Nhân vật trong lịch sử |
| Lý Kiến Nghĩa | Tần Cố (秦老)        | Tần lão võ nghệ cao cường, mưu tính sâu xa. Ông vốn là quân sư tâm phúc của Công Tôn Hằng sau khi Sóc Châu binh bại, Công Tôn Hằng tự sát, ông phụ giúp Lý Trường Ca gánh vác trách nhiệm. Về sau để cứu viện cho Trường Ca, ông khôi phục Nhạn Hành Môn, cải trang thương nhân, dùng mưu kế làm cho Đại Khả Hãn phải lui binh. Khi Trường Ca nói rõ chí hướng phục hưng Đại Đường, ông vẫn quyết tâm đi theo. Về sau ông còn dùng mưu kế đã cứu A Thi Lặc Chuẩn trong tranh đoạt với A Sử Na Thiệp Nhĩ. Sau khi Trường Ca mất tích, ông cùng A Thi Lặc Chuẩn vào Trung Nguyên tìm kiếm Trường Ca. |                        |
| Ngô Sùng Hiên | Tự Phong (绪风)      | Thân tín của Công Tôn Hằng, sau khi Công Tôn Hằng chết, Tự Phong cùng Tần lão đi theo Trường Ca, phụ trách thu thập tin tức tình báo, dạy dỗ Viện Nương, tiếp quản Nhạn Hành Môn ở Trường An. |                        |
| Lưu Sở Huyền  | La Thập Bát (罗十八) | Hộ vệ của Lý Trường Ca, hết lòng trung thành, ý nguyện của chủ công cũng là ý nguyện của chính mình. Ở Trường An, La Thập Bát là sự tồn tại cực kì đáng sợ với nhiều tôi tớ. |                        |

#### Sóc Châu
| Diễn viên       | Nhân vật          | Giới thiệu | Nhân vật trong lịch sử |
| Lô Tinh Vũ      | Công Tôn Hằng     | Thứ sử Sóc Châu, làm quan hai triều, được dân chúng thành Sóc Châu vô cùng kính yêu. Cũng là người đã đề bạt Lý Trường Ca. Khi Đột Quyết tấn công, ông đã hi sinh thân mình bảo vệ bách tính trong thành.                                                                                                |                        |
| Vương Cảnh      | Công Tôn phu nhân | Vợ của Công Tôn Hằng, thân mẫu của Công Tôn Viên |                        |
| Kiều Họa        | Công Tôn Viên     | Đứa con côi của Thái thú Sóc Châu quá cố Công Tôn Hằng. Sau Khi Công Tôn Hằng chết, Công Tôn Viên được Tần lão nuôi dưỡng. Tần lão và Lý Trường Ca hầu hết đều gọi nàng là "Viên Nương", tôi tớ ở đại trạch Trường An gọi nàng là "Viên nương tử".                                                       |                        |
| Phùng Tuấn Kiệt | A Đậu             | Đệ tử mà Trường Ca thu nhận khi đang trên đường chạy khỏi kinh thành Trường An. Khi quân đội Đột Quyết tấn công, Trường Ca bị thương, A Đậu xung phong đi gọi viện quân. Trên đường đi bị quân địch bắt giữ làm con tin, ép Trường Ca mở thành đầu hàng. A Đậu bị quân địch chém chết, hy sinh anh dũng. |                        |

#### Hồi Hột
| Diễn viên     | Nhân vật               | Giới thiệu | Nhân vật trong lịch sử |
| Tào Hi Nguyệt | Di Di Cổ Lệ (弥弥古丽) | Con gái của tộc trưởng bộ tộc Hồi Hột, sau trở thành tù binh của Đột Quyết. Vốn dĩ đã phải bị xử tử, nhưng Di Di cầu Cẩm Sắt phu nhân tha chết cho ấu đệ của cô, đổi lại cô có thể làm bất cứ chuyện gì. Cẩm Sắt phu nhân đồng ý với cô, cho dù cô có thất bại, vong mạng, bà ta cũng sẽ thay cô nuôi nấng đệ đệ lớn lên, rồi thả hắn trở về bộ tộc. Thế là Di Di nghe lệnh Cẩm Sắt phu nhân tới nằm vùng bên cạnh Lý Trường Ca. A Thi Lặc Chuẩn nghi ngờ Di Di Cổ Lệ là gián điệp, muốn giết chết cô, nhưng Trường Ca lại ra mặt bảo vệ. Đó là do Di Di có một mái tóc dài ánh vàng, khiến Trường Ca nhớ tới mẫu thân. Sau khi Trường Ca biết Di Di là gián điệp, nàng đã hy vọng cô có thể dừng tay, nhưng Di Di cự tuyệt. Một lần Di Di cứu được Trường Ca trong cơn sốt cao, biết được Trường Ca thực ra là con gái, từ đó Di Di dần dần trở thành tâm phúc, đồng thời cũng là bạn thân của nàng. |                        |

##### Mạc Bắc
| Diễn viên        | Nhân vật      | Giới thiệu    | Nhân vật trong lịch sử |
| Vương Thụy Xương | Bồ Táp (菩飒) | Mạc Bắc Vương |                        |

##### Mạc Nam
| Diễn viên             | Nhân vật         | Giới thiệu                                                                 | Nhân vật trong lịch sử |
| Hoàng Dương Điền Điềm | Trân Châu (珍珠) | Đồ Già Quận Chúa 14 tuổi, công chúa của Mạc Nam, bạn thân của Lý Trường Ca |                        |

#### Lưu Vân Quan
| Diễn viên     | Nhân vật           | Giới thiệu | Nhân vật trong lịch sử |
| Tát Đỉnh Đỉnh | Tĩnh Đạm chân nhân | Chủ nhân của Lưu Vân Quan, ở vùng Lạc Dương rất có danh vọng. Là một người phụ nữ trí tuệ, siêu phàm thoát tục, ung dung tự tại, có ảnh hưởng rất lớn tới Trường Ca. |                        |
| Châu Khả Địch | A Bích             | Sau khi tan cửa nát nhà vì người Đột Quyết, A Bích lang bạt tới Lưu Vân Quan. Là một đại tỷ thẳng thắn đơn thuần, không có tâm cơ, thật lòng chăm sóc Lý Trường Ca. |                        |
| Lý Quang Phục | Tôn Tư Mạc         | Đạo sĩ và y giả nổi tiếng nhất thời bấy giờ, khi vân du tứ phương, gặp người khốn khổ ốm đau nhất định sẽ ra tay cứu chữa, bất kể nghèo khó hay phú quý, người đời tôn là Dược Vương. |                        |
| Lưu Hải Khoan | Tư Đồ Lang Lang    | Truyền nhân duy nhất của Việt Nữ kiếm thời bấy giờ, võ nghệ cao cường. Một hiệp khách tiêu sái tuấn dật với vẻ ngoài bất cần đời, kỳ thật tâm tư kín đáo. Sau khi ân sư qua đời, Tư Đồ Lang Lang rất sốt ruột thu đồ đệ. Y coi trọng tư chất hiếm có của Lý Trường Ca, còn chủ động đòi nhận nàng làm đồ đệ. |                        |

#### Diễn viên khác
| Diễn viên     | Nhân vật     | Giới thiệu | Nhân vật trong lịch sử |
| Mai Lăng Chân | Hồng Phất Nữ |            |                        |
| Úc Hiểu Đông  | Tư Mã Kiện   |            |                        |
| Lý Bảo Dân    | Tư Mã Đồ     |            |                        |

## Nhạc phim
| STT              | Nhan đề                                                                        | Phổ lời                | Phổ nhạc         | Ca sĩ            | Thời lượng |
| ---------------- | ------------------------------------------------------------------------------ | ---------------------- | ---------------- | ---------------- | ---------- |
| 1.               | "Hướng Của Ánh Sáng (光的方向)"                                                | Tát Cát                | Kim Đại Châu     | Trương Bích Thần | 3:06       |
| 2.               | "Nhất Ái Như Cố (一爱如故)"                                                    | Trương Sướng           | Kim Đại Châu     | Lưu Vũ Ninh      | 3:56       |
| 3.               | "Lạc Sa (落砂)"                                                                | Tát Cát                | Kim Đại Châu     | Kim Mân Kỳ       | 3:28       |
| 4.               | "Nếu Như Trở Về (如若归来)"                                                    | Tát Cát, Thân Minh Lợi | Tát Cát          | Tát Đỉnh Đỉnh    | 3:22       |
| 5.               | "Biết Bao Mong Muốn Người Là Khúc Ca Vĩnh Cửu Của Ta (多么愿意你是我恒久的歌)" | Tát Cát                | Kim Đại Châu     | Triệu Lộ Tư      | 3:55       |
| 6.               | "Kén (茧)"                                                                     | Tát Cát                | Kim Đại Châu     | Châu Thâm        | 3:27       |
| Tổng thời lượng: | Tổng thời lượng:                                                               | Tổng thời lượng:       | Tổng thời lượng: | Tổng thời lượng: | 21:14      |

## Giải thưởng và đề cử
| Năm  | Giải thưởng                                                        | Hạng mục                                                    | Được đề cử                       | Kết quả   |
| ---- | ------------------------------------------------------------------ | ----------------------------------------------------------- | -------------------------------- | --------- |
| 2021 | Tencent Video Golden Goose Honor Awards 2021                       | Top 5 phim truyền hình được hội viên yêu thích              |                                  | Đoạt giải |
| 2021 | Tencent Video Golden Goose Honor Awards 2021                       | Top 12 phim truyền hình được khán giả yêu thích của năm     |                                  | Đoạt giải |
| 2021 | Tencent Video Golden Goose Honor Awards 2021                       | Nhà sản xuất ưu tú của năm                                  | Yên Bội                          | Đoạt giải |
| 2021 | Khám phá Gen Z - Thông tin dữ liệu tiêu dùng nửa đầu năm Sina News | Top 10 những bộ phim truyền hình có danh tiếng tốt nhất     |                                  | Đoạt giải |
| 2021 | Seoul International Drama Awards                                   | Phim truyền hình xuất sắc nhất                              |                                  | Đề cử     |
| 2021 | Seoul International Drama Awards                                   | Nữ diễn viên chính xuất sắc nhất                            | Địch Lệ Nhiệt Ba (Lý Trường Ca)  | Đề cử     |
| 2021 | Golden Angel Awards 2021                                           | Phim truyền hình của năm                                    |                                  | Đoạt giải |
| 2021 | Golden Angel Awards 2021                                           | Diễn viên trẻ xuất sắc của năm                              | Địch Lệ Nhiệt Ba (Lý Trường Ca)  | Đoạt giải |
| 2021 | Golden Angel Awards 2021                                           | Diễn viên mới xuất sắc của năm                              | Phương Dật Luân (Ngụy Thúc Ngọc) | Đoạt giải |
| 2021 | 2021 Superstar on Weibo                                            | Top 10 bộ phim truyền hình có sức ảnh hưởng nhất trên Weibo |                                  | Đoạt giải |